# Greatest Hits: Chapter One (Kelly Clarkson)
Greatest Hits: Chapter One è la prima raccolta della cantante Kelly Clarkson, pubblicata il 19 novembre 2012. Contiene i più grandi successi della cantante, a partire dalla vittoria della prima edizione del talent American Idol nel 2002 fino a Stronger, del 2011. Sono inoltre incluse tre nuove tracce inedite, tra cui il primo singolo promozionale Catch My Breath, pubblicato il 15 ottobre 2012.

## Promozione
Il primo singolo Catch My Breath, scritto dalla stessa Clarkson insieme allo storico collaboratore Jason Halbert, è stato presentato in anteprima il 10 ottobre 2012 durante lo show radiofonico On Air with Ryan Seacrest ed è stato distribuito pressi i rivenditori digitali il 15 ottobre. La canzone ha debuttato nella Billboard Hot 100 al numero 54 ed ha successivamente raggiunto la posizione numero 19, diventando il 14º singolo della cantante a raggiungere la Top 20. Ha anche raggiunto la posizione numero 18 nella Billboard Pop e ha raggiunto la posizione numero 12 della Billboard Adult Pop Songs. Il secondo singolo, Don't Rush, in collaborazione col cantante country Vince Gill, è stato pubblicato il 30 ottobre 2012 in esclusiva per le radio country americane. È entrato nella Billboard Hot 100 al numero 97, e nella Billboard Hot Country Songs alla posizione numero 23. Nel gennaio 2013, People like Us è stato confermato come terzo singolo estratto dall'album e secondo singolo per le radio pop, non riscuotendo tuttavia il successo dei suoi predecessori.

## Tracce
1. Since U Been Gone – 3:08 (Max Martin, Lukasz Gottwald)
2. My Life Would Suck Without You – 3:32 (Max Martin, Claude Kelly, Lukasz Gottwald)
3. Miss Independent – 3:41 (Kelly Clarkson, Christina Aguilera, Rhett Lawrence, Matt Morris)
4. Stronger (What Doesn't Kill You) – 3:41 (Jörgen Elofsson, Ali Tamposi, David Gamson, Greg Kurstin)
5. Behind These Hazel Eyes – 3:16 (Kelly Clarkson, Max Martin, Lukasz Gottwald)
6. Because of You – 3:44 (Kelly Clarkson, David Hodges, Ben Moody)
7. Never Again – 3:37 (Kelly Clarkson, Jimmy Messer)
8. Already Gone – 4:39 (Kelly Clarkson, Ryan Tedder)
9. Mr. Know It All – 3:53 (Brian Seals, Ester Dean, Brett James, Dante Jones)
10. Breakaway – 3:56 (Avril Lavigne, Matthew Gerrard, Bridget Benenate)
11. Don't You Wanna Stay – 4:15 (Andy Gibson, Paul Jenkins, Jason Sellers)
12. Walk Away – 3:07 (Kelly Clarkson, Kara DioGuardi, Chantal Kreviazuk, Raine Maida)
13. Catch My Breath – 4:11 (Kelly Clarkson, Jason Halbert, Eric Olson)
14. People like Us – 4:19 (James Michael, Blair Daly, Meghan Kabir)
15. Don't Rush – 4:00 (Natalie Hemby, Lindsay Chapman, Blu Sanders)
16. A Moment like This – 3:48 (Jörgen Elofsson, John Reid)
17. I'll Be Home for Christmas – 2:53 (Kim Gannon, Walter Kent)

Edizione deluxe
1. Since U Been Gone – 3:08 (Max Martin, Lukasz Gottwald)
2. My Life Would Suck Without You – 3:32 (Max Martin, Claude Kelly, Lukasz Gottwald)
3. Miss Independent – 3:41 (Kelly Clarkson, Christina Aguilera, Rhett Lawrence, Matt Morris)
4. Stronger (What Doesn't Kill You) – 3:41 (Jörgen Elofsson, Ali Tamposi, David Gamson, Greg Kurstin)
5. Behind These Hazel Eyes – 3:16 (Kelly Clarkson, Max Martin, Lukasz Gottwald)
6. Because of You – 3:44 (Kelly Clarkson, David Hodges, Ben Moody)
7. Never Again – 3:37 (Kelly Clarkson, Jimmy Messer)
8. Already Gone – 4:39 (Kelly Clarkson, Ryan Tedder)
9. Mr. Know It All – 3:53 (Brian Seals, Ester Dean, Brett James, Dante Jones)
10. Breakaway – 3:56 (Avril Lavigne, Matthew Gerrard, Bridget Benenate)
11. Walk Away – 3:07 (Kelly Clarkson, Kara DioGuardi, Chantal Kreviazuk, Raine Maida)
12. Don't You Wanna Stay – 4:15 (Andy Gibson, Paul Jenkins, Jason Sellers)
13. Catch My Breath – 4:11 (Kelly Clarkson, Jason Halbert, Eric Olson)
14. People like Us – 4:19 (James Michael, Blair Daly, Meghan Kabir)
15. Don't Rush – 4:00 (Natalie Hemby, Lindsay Chapman, Blu Sanders)
16. Dark Side – 3:48 (Busbee, Alexander Geringas)
17. A Moment like This – 3:48 (Jörgen Elofsson, John Reid)
18. The Trouble with Love Is – 3:42 (Kelly Clarkson, Evan Rogers, Carl Sturken)
19. I Do Not Hook Up – 3:20 (Katy Perry, Kara DioGuardi, Greg Wells)
20. Beautiful Disaster – 4:34 (Matthew Wilder, Rebekah Jordan)
21. I'll Be Home for Christmas – 2:53 (Kim Gannon, Walter Kent)

DVD bonus nell'edizione deluxe
1. Miss Independent
2. Low
3. Since U Been Gone
4. Behind These Hazel Eyes
5. Because of You
6. Walk Away
7. Never Again
8. Don't Waste Your Time
9. My Life Would Suck Without You
10. I Do Not Hook Up
11. Already Gone
12. Mr. Know It All
13. Stronger (What Doesn't Kill You)
14. Dark Side